# L'Agence (film)
Pour les articles homonymes, voir L'Agence (homonymie).
Pour plus de détails, voir Fiche technique et Distribution.
L'Agence ou Bureau de contrôle au Québec (The Adjustment Bureau) est un film fantastique et de science-fiction américain réalisé par George Nolfi, sorti en 2011.
Il s'agit de l'adaptation de la nouvelle Rajustement (Adjustment Team, 1954) de Philip K. Dick.

## Synopsis
Issu d’un quartier populaire et réputé pour sa spontanéité, David Norris est, malgré son jeune âge, favori aux élections sénatoriales de New York. Cependant, une photo où il montre ses fesses au cours d’une soirée d’anciens élèves est publiée dans un journal, ce qui lui coûte la victoire.
Alors qu’il s’apprête à prononcer son discours de défaite, il rencontre Élise Sellas, jeune femme avec qui il échange quelques mots et un baiser furtif, avant qu’elle ne s’enfuie précipitamment. Le hasard fait que David retrouve Élise dormant dans le bus qu’il n’aurait jamais dû prendre. En effet, selon son plan, une mystérieuse agence avait pour mission de le faire arriver en retard à son travail : Harry Mitchell — un agent de l’agence — aurait dû faire en sorte que David renverse son café en sortant de chez lui, pour l’obliger à remonter se changer.
Arrivé à son travail, ses collègues sont figés comme des statues, et il surprend des membres de l’agence en train de manipuler un de ses amis. Il prend peur et s’enfuit, mais est capturé. Un agent lui apprend alors qu’il existe une agence chargée d’effectuer des ajustements pour que tout se déroule selon un plan écrit par le Grand Patron. Il lui interdit de révéler l’existence de cette agence sous peine de se retrouver avec le cerveau effacé. Enfin, l’agent détruit le papier où est noté le numéro de téléphone d’Élise : une relation entre David et Élise serait en contradiction avec le plan. David se retrouve sans moyen de la contacter.
Trois ans plus tard, David reconnaît fortuitement Élise dans la rue. Ils vont déjeuner ensemble. L’agence est rapidement au courant, les agents interviennent pour qu’ils se séparent au plus tôt. David — apercevant des agents — se rend compte qu'elle est à l’œuvre. Il fait tout pour revoir Élise, et les agents échouent à l’en empêcher. David et Élise entament une relation amoureuse.
Pour le convaincre de mettre un terme à cette relation, un agent lui révèle de plus amples détails sur le futur : s’il continue la relation, il ne deviendra pas un très grand homme politique, et Élise ne deviendra pas une des plus grandes chorégraphes du monde. Cette dernière prédiction décide David à abandonner la relation naissante.
Onze mois plus tard, David apprend qu’Élise va se marier. Harry réapparaît, et lui révèle qu’on lui avait menti quant au destin qui les attendait. Avec l’aide d’Harry, David intervient au mariage d’Élise et lui fait abandonner ce projet. Ils sont poursuivis par les agents et finissent par être attrapés, mais un nouvel ordre du Grand patron arrive à ce moment-là : les risques pris par le couple l’ont inspiré, et puisque cette histoire constituait une déviation importante du plan, il a simplement réécrit le plan. David et Élise repartent alors librement.
David demande à Harry, qui a joué un rôle décisif, s'il est le Grand Patron. Celui-ci répond par la négative, mais ajoute : « Vous l'avez probablement déjà croisé. Il aime beaucoup se promener incognito ».

## Fiche technique
Sauf indication contraire, les informations mentionnées dans cette section peuvent être confirmées par la base de données cinématographiques IMDb,  présente dans la section « Liens externes ».
- Titre original : The Adjustment Bureau
- Titre français : L'Agence
- Titre québécois : Bureau de contrôle[1]
- Réalisation : George Nolfi
- Scénario : George Nolfi, d'après la nouvelle Rajustement (Adjustment Team) de Philip K. Dick
- Musique : Thomas Newman
- Direction artistique : Steve Carter
- Décors : Kevin Thompson
- Costumes : Kasia Walicka-Maimone
- Photographie : John Toll
- Son : Dave Paterson
- Montage : Jay Rabinowitz (en)
- Production : George Nolfi, Chris Moore (en), Michael Hackett et Bill Carraro
- Sociétés de production : Electric Shepherd Productions (en) et Media Rights Capital
- Société de distribution : Universal Pictures
- Budget : 50,2 millions de dollars[3]
- Pays de production :  États-Unis
- Langue originale : anglais
- Format : couleur — 35 mm
- Genre : fantastique
- Durée : 105 minutes
- Dates de sortie :
  - États-Unis : 4 mars 2011
  - France : 23 mars 2011[4]
- Dates de sortie DVD/Blu-Ray :
  - États-Unis : 21 juin 2011
  - France : 27 juillet 2011
- Signalétique d'avertissement :
  - États-Unis : PG-13
  - France : tous publics[5]

## Distribution
- Matt Damon (VF : Damien Boisseau[6] et VQ : Gilbert Lachance) : David Norris
- Emily Blunt (VF : Laëtitia Lefebvre[6] et VQ : Camille Cyr-Desmarais) : Élise Sellas
- Anthony Mackie (VF : Raphaël Cohen ; VQ : Martin Desgagné) : Harry Mitchell
- Terence Stamp (VF : Georges Claisse et VQ : Jean-François Blanchard) : Thompson
- John Slattery (VF : Éric Legrand[6] et VQ : Frédéric Desager) : Richardson
- Michael Kelly (VF : Xavier Fagnon et VQ : Antoine Durand) : Charlie Traynor, le meilleur ami de David
- Anthony Ruivivar (VF : Stéphane Pouplard[6] et VQ : Marc-André Bélanger) : McCrady
- Pedro Pascal : Paul De Santo, le maître d'hôtel
- Liam Ferguson : l'avocat d'État
- David Alan Basche : un assistant de Thompson
- Jennifer Ehle : la barmaid à Brooklyn

## Production

### Développement
Le projet de ce film remonte aux années où le producteur Michael Hackett avait en tête une adaptation de la nouvelle Rajustement (Adjustment Team) de Philip K. Dick à l'écran. Il compte sur son collaborateur George Nolfi pour le scénario. Le studio digital Media Rights Capital accepte de financer le film, au premier trimestre 2009, imposant que le scénariste soit aussi le metteur en scène :

« J'avais écrit un script, Matt Damon a signé, et nous étions allés au Media Rights Capital (MRC) qui avait accepté de financer le film. Donc, c'était un film feu vert et nous allions dans les studios le vendre. C'était une situation très inhabituelle. Il avait une femme qui venait me voir pour discuter en quelques minutes. Après elle disait à son patron : « Hey, je pense vraiment que ce gars-là peut le faire ». Puis, ils ont obtenu le script et m'ont réclamé : « Nous voulons que ce soit vous, le réalisateur ». Et même Matt Damon a assuré devant eux : « Je crois en ce mec. Il va faire un bon film ». »

— George Nolfi

### Scénario
Le scénariste George Nolfi avait écrit le scénario en s'inspirant d'une des nouvelles de Philip K. Dick intitulée Rajustement (Adjustment Team), écrite en 1953 et publiée dans le magazine Orbit Science Fiction no 4 en septembre-octobre 1954, dont le personnage principal est un agent d'assurance ; le scénariste en a fait un homme politique, car « un politicien permet d’inclure une dimension supplémentaire, d’en faire un personnage dont les choix affectent les autres ».

### Tournage
Le tournage commence en octobre 2009 à New York, dont les Van Brunt Street et Pioneer Street à Brooklyn.

## Accueil

### Sorties
Lors de sa sortie aux États-Unis, le 4 mars 2011, la Motion Picture Association of America (MPAA) affiche une signalétique d'avertissement PG-13, le déconseillant aux moins de treize ans et recommandant l'accord parental à cause d'un langage verbal agressif, ainsi que de scènes dénudées et violentes.

### Box-office
| Pays ou région | Box-office      | Date d'arrêt du box-office | Nombre de semaines |
| -------------- | --------------- | -------------------------- | ------------------ |
| États-Unis     | 62 495 645 $    | 26 mars 2011               | 12                 |
| France         | 677 078 entrées | -                          | -                  |
| Total mondial  | 127 869 379 $   | -                          | -                  |

L'Agence démarre à la seconde place du box-office américain lors de sa première semaine d'exploitation et reste dans les dix premiers les trois semaines suivantes, malgré une chute sensible, obtenant des recettes d'un total de 54,9 millions de dollars. Il restera à l'affiche aux États-Unis pour une durée totale de douze semaines et des recettes de 62 495 645 dollars, pour un budget de 50,2 millions de dollars.
En France, L'Agence totalise 677 078 entrées.
Dans le monde, les recettes engrangées sont d'un total de 127 869 379 dollars.